# Porsche Tennis Grand Prix
Porsche Tennis Grand Prix — женский профессиональный международный теннисный турнир, проходящий в апреле в Штутгарте (Германия) на крытых грунтовых кортах. Относится к серии WTA 500 с призовым фондом около 925 тысяч долларов и турнирной сеткой, рассчитанной на 28 участниц в одиночном разряде и 16 пар.
Помимо денежного приза, победительница в одиночном разряде получает спортивный автомобиль Porsche.

## История
Первый Porsche Tennis Grand Prix был проведён в Фильдерштадте в октябре 1978 года. Турнир таким образом является старейшим в Европе женским теннисным турниром в помещениях. Турнир стал детищем директора фильдерштадтского теннисного центра Дитера Фишера и концерна Porsche AG.
На следующий год под эгидой «Порше» в Фильдерштадте прошёл также мужской турнир, однако постоянным он не стал, а вот женский получил награду Женской теннисной ассоциации (WTA) как лучший турнир в Гран-При Колгейт (женском профессиональном туре, включавшем тогда 32 турнира).
В 1988 году, с образованием WTA-тура, Porsche Tennis Grand Prix был включён в число турниров III категории, но уже через два года его призовой фонд вырос с 175 до 450 тысяч долларов, и ему была присвоена более высокая II категория, к которой он относился до 2008 года, после чего в результате структурных изменений в WTA-туре он был вместе с ещё 19 турнирами включён в категорию премьер-турниров.
В 2006 году турнир был перенесён в Штутгарт, в спорткомплекс Porsche Arena.
С 2009 года, в связи с реформой календаря, до предела сократившей количество зальных турниров в Европе зимой и осенью, Porsche Tennis Grand Prix был переведён с хардового на грунтовое покрытие, по-прежнему проводясь в закрытом помещении. Это единственный турнир в календаре WTA, который проводится на закрытых грунтовых кортах. Особый вид грунтового покрытия, разработанный в Германии, позволяет потратить на подготовку кортов всего двое суток, что важно, учитывая, что Porsche Arena является многоцелевым комплексом, где круглый год проводятся различные соревнования и мероприятия. Турнир соседствует в календаре с уик-эндом Кубка Федерации, в связи с чем национальная федерация предпочитает проводить домашние матчи сборной на местных кортах.
Победители и финалисты
Бесспорным лидером по числу побед в турнире является Мартина Навратилова, шесть раз первенствовшая в одиночном разряде и восемь раз в парном. Трейси Остин выиграла первые четыре турнира в Фильдерштадте в одиночном разряде и один раз победила в парах, а Мартина Хингис к четырём победам в одиночном разряде во второй половине 90-х годов добавила два титула в парах. Пэм Шрайвер, наоборот, четыре из пяти своих побед в турнире одержала в парном разряде и лишь одну в одиночном. Линдсей Дэвенпорт завоевала по три титула в одиночном и парном разрядах.
В единственном мужском турнире, состоявшемся в 1979 году, Войцех Фибак победил в финале Гильермо Виласа 6-2, 6-2 и получил в качестве приза Porsche 928.
Трём представительницам Германии удавалось выигрывать «домашний» турнир в одиночном разряде — Анке Хубер побеждала в 1991 и 1994 годах, Юлия Гёргес выиграла турнир в 2011 году, а Анжелика Кербер победила в 2015 и 2016 годах. В парах победы добивались три представительницы Германии: Клаудиа Коде-Кильш в 1984 году, Анна-Лена Грёнефельд в 2008 году. Сабина Лисицки в 2011 и 2013 году, Мона Бартель в 2013 году.
Среди представительниц бывшего СССР самой титулованной является Наталья Зверева, завоевавшая четыре титула, все в парах. Первой победительницей турнира, представлявшей Россию, стала Анна Курникова, выигравшая его в 2000 году в паре с Хингис; Надежда Петрова выигрывала Porsche Tennis Grand Prix по разу в одиночном и парном разрядах; Мария Шарапова — первая россиянка выигравшая одиночный турнир более одного раза.

## Финалы турнира
| Год          | Чемпионка                                 | Финалистка                                | Счёт                                      |                                           |
| ------------ | ----------------------------------------- | ----------------------------------------- | ----------------------------------------- | ----------------------------------------- |
| Штутгарт     |                                           |                                           |                                           |                                           |
| 2025         | Елена Остапенко                           | Арина Соболенко                           | 6-4 6-1                                   |                                           |
| 2024         | Елена Рыбакина                            | Марта Костюк                              | 6-2 6-2                                   |                                           |
| 2023         | Ига Свёнтек (2)                           | Арина Соболенко                           | 6-3 6-4                                   |                                           |
| 2022         | Ига Свёнтек                               | Арина Соболенко                           | 6-2 6-2                                   |                                           |
| 2021         | Эшли Барти                                | Арина Соболенко                           | 3-6 6-0 6-3                               |                                           |
| 2020         | Не проводился из-за пандемии коронавируса | Не проводился из-за пандемии коронавируса | Не проводился из-за пандемии коронавируса | Не проводился из-за пандемии коронавируса |
| 2019         | Петра Квитова                             | Анетт Контавейт                           | 6-3 7-6(2)                                |                                           |
| 2018         | Каролина Плишкова                         | Коко Вандевеге                            | 7-6(2) 6-4                                |                                           |
| 2017         | Лаура Зигемунд                            | Кристина Младенович                       | 6-1 2-6 7-6(5)                            |                                           |
| 2016         | Анжелика Кербер (2)                       | Лаура Зигемунд                            | 6-4 6-0                                   |                                           |
| 2015         | Анжелика Кербер                           | Каролина Возняцки                         | 3-6 6-1 7-5                               |                                           |
| 2014         | Мария Шарапова (3)                        | Ана Иванович                              | 3-6 6-4 6-1                               |                                           |
| 2013         | Мария Шарапова (2)                        | Ли На                                     | 6-4 6-3                                   |                                           |
| 2012         | Мария Шарапова                            | Виктория Азаренко                         | 6-1 6-4                                   |                                           |
| 2011         | Юлия Гёргес                               | Каролина Возняцки                         | 7-6(3) 6-3                                |                                           |
| 2010         | Жюстин Энен (2)                           | Саманта Стосур                            | 6-4 2-6 6-1                               |                                           |
| 2009         | Светлана Кузнецова                        | Динара Сафина                             | 6-4 6-3                                   |                                           |
| 2008         | Елена Янкович                             | Надежда Петрова                           | 6-4 6-3                                   |                                           |
| 2007         | Жюстин Энен                               | Татьяна Головин                           | 2-6 6-2 6-1                               |                                           |
| 2006         | Надежда Петрова                           | Татьяна Головин                           | 6-3 7-6(4)                                |                                           |
| Фильдерштадт |                                           |                                           |                                           |                                           |
| 2005         | Линдсей Дэвенпорт (3)                     | Амели Моресмо                             | 6-2 6-4                                   |                                           |
| 2004         | Линдсей Дэвенпорт (2)                     | Амели Моресмо                             | 6-2 — отказ                               |                                           |
| 2003         | Ким Клейстерс (2)                         | Жюстин Энен-Арденн                        | 5-7 6-4 6-2                               |                                           |
| 2002         | Ким Клейстерс                             | Даниэла Гантухова                         | 4-6 6-3 6-4                               |                                           |
| 2001         | Линдсей Дэвенпорт                         | Жюстин Энен                               | 7-5 6-4                                   |                                           |
| 2000         | Мартина Хингис (4)                        | Ким Клейстерс                             | 6-0 6-3                                   |                                           |
| 1999         | Мартина Хингис (3)                        | Мэри Пирс                                 | 6-4 6-1                                   |                                           |
| 1998         | Сандрин Тестю                             | Линдсей Дэвенпорт                         | 7-5 6-3                                   |                                           |
| 1997         | Мартина Хингис (2)                        | Лиза Реймонд                              | 6-4 6-2                                   |                                           |
| 1996         | Мартина Хингис                            | Анке Хубер                                | 6-2 3-6 6-3                               |                                           |
| 1995         | Ива Майоли                                | Габриэла Сабатини                         | 6-4 7-6(4)                                |                                           |
| 1994         | Анке Хубер (2)                            | Мэри Пирс                                 | 6-4 6-2                                   |                                           |
| 1993         | Мэри Пирс                                 | Наталья Зверева                           | 6-3 6-3                                   |                                           |
| 1992         | Мартина Навратилова (6)                   | Габриэла Сабатини                         | 7-6 6-3                                   |                                           |
| 1991         | Анке Хубер                                | Мартина Навратилова                       | 2-6 6-2 7-6                               |                                           |
| 1990         | Мэри-Джо Фернандес                        | Барбара Паулюс                            | 6-1 6-3                                   |                                           |
| 1989         | Габриэла Сабатини                         | Мэри-Джо Фернандес                        | 7-6 6-4                                   |                                           |
| 1988         | Мартина Навратилова (5)                   | Крис Эверт                                | 6-2 6-3                                   |                                           |
| 1987         | Мартина Навратилова (4)                   | Крис Эверт                                | 7-5 6-1                                   |                                           |
| 1986         | Мартина Навратилова (3)                   | Гана Мандликова                           | 6-2 6-3                                   |                                           |
| 1985         | Пэм Шрайвер                               | Катарина Линдквист                        | 6-1 7-5                                   |                                           |
| 1984         | Катарина Линдквист                        | Штеффи Граф                               | 6-1 6-4                                   |                                           |
| 1983         | Мартина Навратилова (2)                   | Катрин Танвье                             | 6-1 6-2                                   |                                           |
| 1982         | Мартина Навратилова                       | Трейси Остин                              | 6-3 6-3                                   |                                           |
| 1981         | Трейси Остин (4)                          | Мартина Навратилова                       | 4-6 6-3 6-4                               |                                           |
| 1980         | Трейси Остин (3)                          | Шерри Аскер                               | 6-2 7-5                                   |                                           |
| 1979         | Трейси Остин (2)                          | Мартина Навратилова                       | 6-3 6-2                                   |                                           |
| 1978         | Трейси Остин                              | Бетти Стове                               | 6-3 6-3                                   |                                           |

| Год  | Чемпионки                                 | Финалистки                                    | Счёт                                      |                                           |
| ---- | ----------------------------------------- | --------------------------------------------- | ----------------------------------------- | ----------------------------------------- |
| 2025 | Габриэла Дабровски Эрин Рутлифф           | Екатерина Александрова Чжан Шуай              | 6-3 6-3                                   |                                           |
| 2024 | Вероника Кудерметова Чжань Хаоцин         | Ингрид Нил Ульрикке Эйкери                    | 4-6 6-3 [10-2]                            |                                           |
| 2023 | Дезире Кравчик (2) Деми Схюрс (2)         | Николь Мелихар-Мартинес Гильяна Ольмос        | 6-4 6-1                                   |                                           |
| 2022 | Дезире Кравчик Деми Схюрс                 | Кори Гауфф Чжан Шуай                          | 6-3 6-4                                   |                                           |
| 2021 | Эшли Барти Дженнифер Брэди                | Дезире Кравчик Бетани Маттек-Сандс            | 6-4 5-7 [10-5]                            |                                           |
| 2020 | Не проводился из-за пандемии коронавируса | Не проводился из-за пандемии коронавируса     | Не проводился из-за пандемии коронавируса | Не проводился из-за пандемии коронавируса |
| 2019 | Мона Бартель (2) Анна-Лена Фридзам        | Анастасия Павлюченкова Луция Шафаржова        | 2-6 6-3 [10-6]                            |                                           |
| 2018 | Ракель Атаво (2) Анна-Лена Грёнефельд     | Николь Мелихар Квета Пешке                    | 6-4 6-7(5) [10-5]                         |                                           |
| 2017 | Ракель Атаво Елена Остапенко              | Абигейл Спирс Катарина Среботник              | 6-4 6-4                                   |                                           |
| 2016 | Каролин Гарсия Кристина Младенович        | Саня Мирза Мартина Хингис                     | 2-6 6-1 [10-6]                            |                                           |
| 2015 | Бетани Маттек-Сандс (2) Луция Шафаржова   | Каролин Гарсия Катарина Среботник             | 6-4 6-3                                   |                                           |
| 2014 | Роберта Винчи Сара Эррани                 | Кара Блэк Саня Мирза                          | 6-2 6-3                                   |                                           |
| 2013 | Мона Бартель Сабина Лисицки (2)           | Бетани Маттек-Сандс Саня Мирза                | 6-4 7-5                                   |                                           |
| 2012 | Ивета Бенешова Барбора Заглавова-Стрыцова | Юлия Гёргес Анна-Лена Грёнефельд              | 6-4 7-5                                   |                                           |
| 2011 | Саманта Стосур (2) Сабина Лисицки         | Кристина Барруа Ясмин Вёр                     | 6-1 7-6(5)                                |                                           |
| 2010 | Хисела Дулко Флавия Пеннетта              | Квета Пешке Катарина Среботник                | 3-6 7-6(3) [10-5]                         |                                           |
| 2009 | Бетани Маттек-Сандс Надежда Петрова       | Хисела Дулко Флавия Пеннетта                  | 5-7 6-3 [10-7]                            |                                           |
| 2008 | Анна-Лена Грёнефельд Патти Шнидер         | Квета Пешке Ренне Стаббс                      | 6-2 6-4                                   |                                           |
| 2007 | Квета Пешке Ренне Стаббс (3)              | Динара Сафина Чжань Юнжань                    | 6-7(5) 7-6(4) [10-2]                      |                                           |
| 2006 | Лиза Реймонд (4) Саманта Стосур           | Кара Блэк Ренне Стаббс                        | 6-3 6-4                                   |                                           |
| 2005 | Даниэла Гантухова Анастасия Мыскина       | Квета Пешке Франческа Скьявоне                | 6-0 3-6 7-5                               |                                           |
| 2004 | Кара Блэк Ренне Стаббс (2)                | Анна-Лена Грёнефельд Юлия Шруфф               | 6-3 6-2                                   |                                           |
| 2003 | Лиза Реймонд (3) Ренне Стаббс             | Кара Блэк Мартина Навратилова                 | 6-2 6-4                                   |                                           |
| 2002 | Линдсей Дэвенпорт (3) Лиза Реймонд (2)    | Паола Суарес Меганн Шонесси                   | 6-2 6-4                                   |                                           |
| 2001 | Линдсей Дэвенпорт (2) Лиза Реймонд        | Меганн Шонесси Жюстин Энен                    | 6-4 6-7(4) 7-5                            |                                           |
| 2000 | Анна Курникова Мартина Хингис (2)         | Аранча Санчес Викарио Барбара Шетт            | 6-4 6-2                                   |                                           |
| 1999 | Чанда Рубин Сандрин Тестю                 | Лариса Савченко-Нейланд Аранча Санчес Викарио | 6-3 6-4                                   |                                           |
| 1998 | Линдсей Дэвенпорт Наталья Зверева (4)     | Анна Курникова Аранча Санчес Викарио          | 6-4 6-2                                   |                                           |
| 1997 | Аранча Санчес Викарио (2) Мартина Хингис  | Линдсей Дэвенпорт Яна Новотна                 | 7-6(4) 3-6 7-6(3)                         |                                           |
| 1996 | Николь Арендт Яна Новотна (2)             | Хелена Сукова Мартина Хингис                  | 6-2 6-3                                   |                                           |
| 1995 | Наталья Зверева (3) Джиджи Фернандес (4)  | Мередит Макграт Лариса Савченко-Нейланд       | 5-7 6-1 6-4                               |                                           |
| 1994 | Наталья Зверева (2) Джиджи Фернандес (3)  | Манон Боллеграф Лариса Савченко-Нейланд       | 7-6(5) 6-4                                |                                           |
| 1993 | Наталья Зверева Джиджи Фернандес (2)      | Мартина Навратилова Патти Фендик              | 7-6(6) 6-4                                |                                           |
| 1992 | Аранча Санчес Викарио Хелена Сукова (2)   | Наталья Зверева Пэм Шрайвер                   | 6-4 7-5                                   |                                           |
| 1991 | Мартина Навратилова (8) Яна Новотна       | Наталья Зверева Пэм Шрайвер                   | 6-2 5-7 6-4                               |                                           |
| 1990 | Зина Гаррисон Мэри-Джо Фернандес          | Мерседес Пас Аранча Санчес Викарио            | 7-5 6-3                                   |                                           |
| 1989 | Робин Уайт Джиджи Фернандес               | Рафаэлла Реджи Элна Рейнах                    | 6-4 7-6(2)                                |                                           |
| 1988 | Ивона Кучиньская Мартина Навратилова (7)  | Рафаэлла Реджи Элна Рейнах                    | 6-1 6-4                                   |                                           |
| 1987 | Мартина Навратилова (6) Пэм Шрайвер (4)   | Зина Гаррисон Лори Макнил                     | 6-1 6-2                                   |                                           |
| 1986 | Мартина Навратилова (5) Пэм Шрайвер (3)   | Зина Гаррисон Габриэла Сабатини               | 7-6(5) 6-4                                |                                           |
| 1985 | Гана Мандликова (2) Пэм Шрайвер (2)       | Карина Карлссон Тина Шойер-Ларсен             | 6-2 6-1                                   |                                           |
| 1984 | Клаудиа Коде-Кильш Хелена Сукова          | Беттина Бунге Ева Пфафф                       | 6-2 4-6 6-3                               |                                           |
| 1983 | Мартина Навратилова (4) Кэнди Рейнольдс   | Вирджиния Рузичи Катрин Танвье                | 6-2 6-1                                   |                                           |
| 1982 | Мартина Навратилова (3) Пэм Шрайвер       | Кэнди Рейнольдс Энн Смит                      | 6-2 6-3                                   |                                           |
| 1981 | Мартина Навратилова (2) Мима Яушовец      | Барбара Поттер Энн Смит                       | 6-4 6-1                                   |                                           |
| 1980 | Гана Мандликова Бетти Стове (2)           | Кэти Джордан Энн Смит                         | 6-4 7-5                                   |                                           |
| 1979 | Билли-Джин Кинг Мартина Навратилова       | Бетти Стове Венди Тёрнбулл                    | 6-3 6-3                                   |                                           |
| 1978 | Трейси Остин Бетти Стове                  | Вирджиния Рузичи Мима Яушовец                 | 6-3 6-3                                   |                                           |